# Loupian
Loupian è un comune francese di 2 127 abitanti situato nel dipartimento dell'Hérault nella regione dell'Occitania.

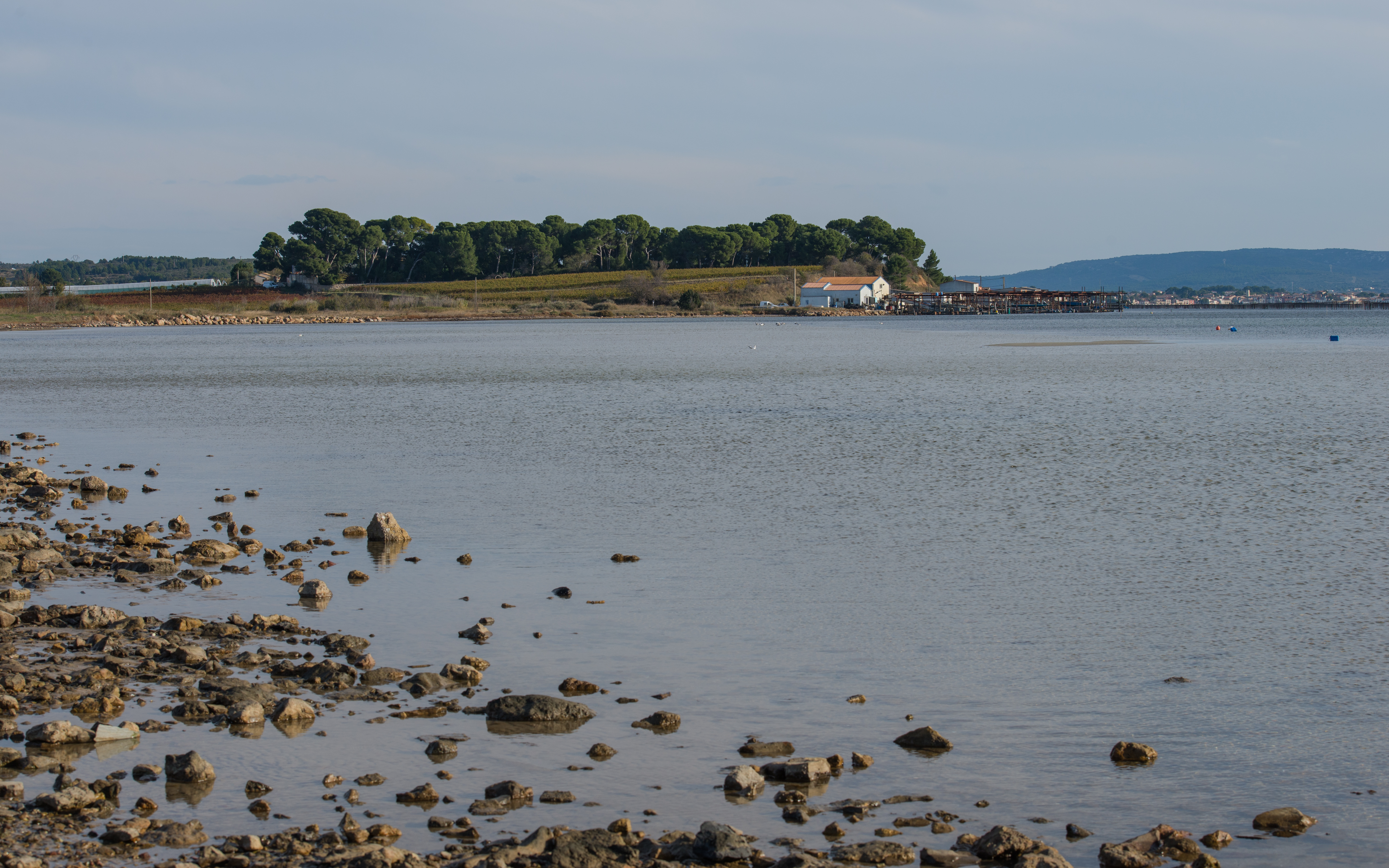

## Siti di interesse
- Sito archeologico della villa gallo-romana di Loupian e museo
- Sito archeologico di Santa Cecilia: si conservano i resti archeologici di una basilica paleocristiana del IV secolo, sarcofagi di epoca visigota e una necropoli di VIII secolo installata negli ambienti annessi alla basilica[2]. Nel XIV secolo fu costruita la chiesa gotica di Santa Cecilia[3].
- Cappella di Sant'Ippolito (XII secolo): cappella di stile romanico, in origine collegata al castello signorile. Conserva il coro a pianta poligonale, coperto da volte a crociera. Nel XIV secolo fu sormontata da una torre poligonale[4]

## Società

### Evoluzione demografica
Abitanti censiti